# Saint-Vincent-de-Mercuze
Saint-Vincent-de-Mercuze – miejscowość i gmina we Francji, w regionie Owernia-Rodan-Alpy, w departamencie Isère.
Według danych na rok 1990 gminę zamieszkiwało 1060 osób, a gęstość zaludnienia wynosiła 135 osób/km² (wśród 2880 gmin regionu Rodan-Alpy Saint-Vincent-de-Mercuze plasuje się na 748. miejscu pod względem liczby ludności, natomiast pod względem powierzchni na miejscu 1291.).
Przez gminę przepływa rzeka Isère. 